# AJAX
Asynchroniczny JavaScript i XML (ang. Asynchronous JavaScript and XML, AJAX) – technika tworzenia aplikacji internetowych, w których interakcja użytkownika z serwerem odbywa się bez przeładowywania całego dokumentu, w sposób asynchroniczny. Ma to umożliwiać bardziej dynamiczną interakcję z użytkownikiem niż w tradycyjnym modelu, w którym każde żądanie nowych danych wiąże się z przesłaniem całej strony HTML. Terminal AJAX został wymyślony przez Jesse Jamesa Garretta.

## Podstawowe elementy AJAX
Na technikę tę składa się kilka elementów:
- XMLHttpRequest – klasa umożliwiająca asynchroniczne przesyłanie danych; dzięki asynchroniczności w trakcie pobierania danych użytkownik może wykonywać inne czynności, można także pobierać dane jednocześnie z wielu miejsc. Aktualnie w jej miejsce używa się nowego API – fetch[2].
- JavaScript – mimo użycia w nazwie, może to być de facto dowolny język skryptowy funkcjonujący po stronie użytkownika (np. JScript czy VBScript).
- XML – język znaczników, poprzez który miałyby być opisane odbierane informacje. W praktyce jednak dane często przekazywane są w innym formacie, przy czym odbierane są wtedy jako tekst. Mogą to być zarówno gotowe fragmenty HTML, jak i fragmenty kodu JavaScript (zob. JSON), może to być też format specyficzny dla danego zastosowania.

Teoretycznie są to wszystkie wymagane elementy, jednak w praktyce używane są jeszcze odpowiednie skrypty funkcjonujące po stronie serwera i współpracujące z bazą danych. Można sobie jednak bez nich poradzić, jeśli wszystkie potrzebne dane zostały już wcześniej wygenerowane (np. zawartość poszczególnych stron prostego serwisu).

## Wady i ograniczenia
- Udostępnianie treści strony poprzez język skryptowy ogranicza dostęp do niej dla części użytkowników. Dotyczy to zarówno osób celowo blokujących sobie skrypty (np. ze względu na wysokie obciążenie komputera), jak i używających czytników ekranowych (w których obsługa skryptów może być mocno ograniczona). Problem ten można obejść, udostępniając alternatywne, bardziej tradycyjne rozwiązania przynajmniej dla podstawowych funkcji serwisu internetowego. To jednak znacząco zwiększa koszty wprowadzania nowych rozwiązań i np. portale posiadające obsługę kont pocztowych udostępniają czasem starsze wersje interfejsu.
- Utrudnione jest automatyczne pobieranie stron, gdyż programy takie nie interpretują zwykle języków skryptowych. Możliwość dowolnego pobierania zawartości serwisu nie musi być jednak korzystna z punktu widzenia właścicieli serwisu.
- Bezpośrednie indeksowanie przez serwisy wyszukujące może być utrudnione, jednak wystarczy zadbać o dostarczanie linków wyświetlających całą treść strony lub stworzyć mapę witryny(inne języki).
- Część starych skryptów do analizy ruchu na stronie oparta jest na klasycznym modelu udostępniania całych stron (konieczność odświeżenia całości). Nowsze skrypty potrafią jednak uwzględnić właściwy pomiar oglądalności stron. Można również bez przeszkód analizować logi żądań wysyłanych do serwera WWW.
- Wadą rozwiązań w znaczącym stopniu opartych na AJAX jest fakt, że przestaje funkcjonować tradycyjny schemat przeglądania stron umożliwiający swobodne poruszanie się w przód i w tył. Na przykład jeśli kliknięcie w link powoduje wywołanie skryptu zmieniającego wnętrze strony (menu pozostaje bez zmian), to użytkownik nie będzie mógł się cofnąć, korzystając z przycisku „Wstecz” przeglądarki. Twórcy serwisu WWW mogą jednak zbudować analogiczny mechanizm, rozwijając go nawet do wycofywania zmian w konkretnym fragmencie strony.
- Utrudnione głębokie linkowanie – utworzenie bezpośredniego odnośnika do niektórych treści może być niemożliwe[3].

## Przykład utworzenia nowego obiektu XMLHttpRequest
```
function
 
ajaxFunction
(){

  
var
 
xmlHttp
;

  
try
{

    
// Utworzenie obiektu XMLHttpRequest (silnik Gecko, WebKit, Presto, Trident w IE>6)

    
xmlHttp
=
new
 
XMLHttpRequest
();

  
}
 
catch
(
e
)
 
{

    
// Wyłapuje błąd jeśli JavaScript nie posiada obiektu XMLHttpRequest

    
try
 
{

      
// Utworzenie obiektu ActiveXObject, który jest zawarty w kontrolce ActiveX IE

      
xmlHttp
=
new
 
ActiveXObject
(
"Msxml2.XMLHTTP"
);

    
}
 
catch
(
e
)
 
{

      
try
 
{

        
// Utworzenie obiektu ActiveXObject, dla innych wersji IE

        
xmlHttp
=
new
 
ActiveXObject
(
"Microsoft.XMLHTTP"
);

      
}
 
catch
(
e
)
 
{

        
// Wyświetlenie błędu o braku obsługi obiektu XMLHttpRequest

        
alert
(
"Your browser does not support AJAX!"
);

        
return
 
false
;

      
}

    
}

  
}

  
// zwrócenie obiektu

  
return
 
xmlHttp
;

}

```

## Przykład pobierania danych JSON przez XHR
Uproszczone pobieranie w przeglądarkach wspierających standardowe tworzenie obiektu XHR oraz parsowanie JSON.
```
function
 
pobierzDane
(
onLoad
)
 
{

	
var
 
request
 
=
 
new
 
XMLHttpRequest
();

	
request
.
open
(
'GET'
,
 
'data.json'
);

	
request
.
onload
 
=
 
function
 
()
 
{

		
var
 
data
 
=
 
JSON
.
parse
(
request
.
responseText
);

		
onLoad
(
data
);

	
};

	
request
.
send
();

}

```

## Przykład użycia API fetch
Funkcja fetch to nowe API dostępne w przeglądarkach, które upraszcza wysyłanie zapytań HTTP. Funkcja fetch zwraca obietnicę.
```
fetch
(
'data.json'
).
then
(
response
 
=>
 
{

    
return
 
response
.
json
();

}).
then
(
data
 
=>
 
{

   
console
.
log
(
data
);

});

```

## Biblioteki AJAX
Popularne biblioteki JavaScript powiązane z AJAX-em
- Prototype – biblioteka ułatwiająca korzystanie z możliwości oferowanych przez AJAX
- jQuery – biblioteka ułatwiająca korzystanie z możliwości oferowanych przez AJAX
- Ext(inne języki) – dawniej rozszerzenie Prototype, Jquery oraz YUI obecnie samodzielna biblioteka
- Script.aculo.us – rozszerza Prototype, ułatwiając tworzenie animacji i interfejsów
- MooTools – modułowa biblioteka AJAX zawierająca również ułatwienia do tworzenia efektów wizualnych
- Yahoo! UI Library(inne języki) – biblioteka narzędziowa ogólnie dla DHTML
- Dojo Toolkit – biblioteka narzędziowa ogólnie dla DHTML
- AJAX.OOP – biblioteka narzędziowa stworzona dla AJAX
- picoAjax – prosta i szybka biblioteka JavaScript ułatwiająca korzystanie z możliwości oferowanych przez technikę AJAX.

Popularne frameworki zawierające skrypty działające po stronie serwera
| Nazwa                 | Język skryptów | Uwagi |
| --------------------- | -------------- | ----- |
| Echo                  | Java           |       |
| Google Web Toolkit    | Java           |       |
| IT Mill Toolkit       | Java           |       |
| ItsNat                | Java           |       |
| OpenXava              | Java           |       |
| ZK Framework          | Java           |       |
| Ajax.NET Professional | ASP.NET        |       |
| ASP.NET AJAX          | ASP.NET        |       |
| Sajax                 | PHP            |       |
| Symfony               | PHP            |       |
| PRADO                 | PHP            |       |
| Tigermouse            | PHP            |       |
| Xajax                 | PHP            |       |
| Pyjamas               | Python         |       |